# الدوري السلوفيني لكرة القدم 1960–61
الدوري السلوفيني لكرة القدم 1960–61 هو موسم من الدوري السلوفيني لكرة القدم ‏. فاز فيه نادي ماريبور.